# Pseudobradya brevicornis
Pseudobradya brevicornis is een eenoogkreeftjessoort uit de familie van de Ectinosomatidae. De wetenschappelijke naam van de soort is voor het eerst geldig gepubliceerd in 1894 door Thomas Scott.